# Sateve
Sateve (en georgiano: სათავე) o Atsvish (en abjasio: Аҵәыш, romanizado: Atsvysh) es una aldea que pertenece a la parcialmente reconocida República de Abjasia, parte del distrito de Sujumi, aunque de iure pertenece al municipio de Sojumi de la República Autónoma de Abjasia de Georgia.

## Toponimia
Anteriormente, la aldea se conocía como Sojumjesi (en georgiano: სოხუმჰესი). 

## Geografía
Sateve se encuentra en el valle del río Gumista Oriental, a 27 km de Sujumi. La aldea se administra desde el pueblo de Guma.   

## Demografía
La evolución demográfica de Sateve entre 1959 y 1989 fue la siguiente:
| 99                                                  | 6 |
| (Fuente: Population of Abkhazia since Soviet times) |   |

Antes de la guerra de Abjasia, la mayoría de la población local eran rusos.